# Sphère de coprospérité de la Grande Asie orientale

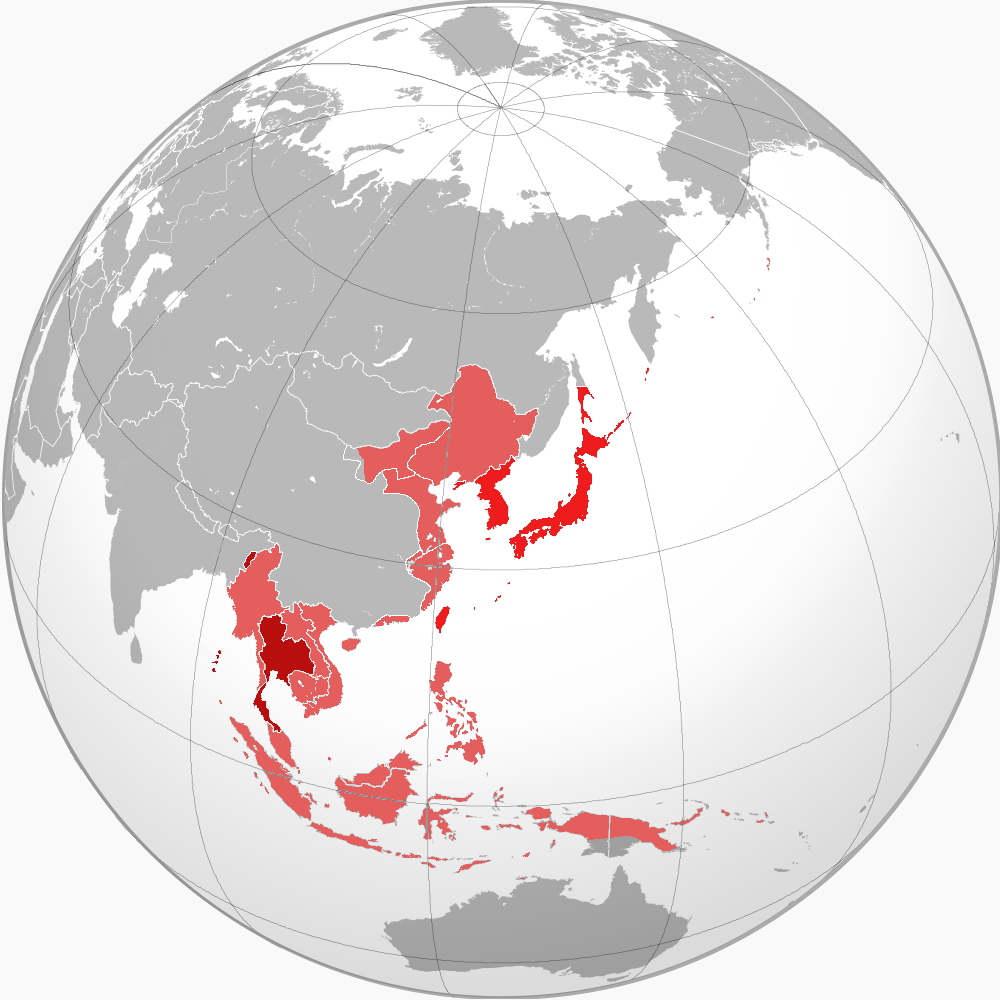
Les États membres de la sphère de coprospérité en 1942.

Le Japon et ses conquêtes en 1942.

Extension maximale de l'Empire japonais et de la sphère de coprospérité.

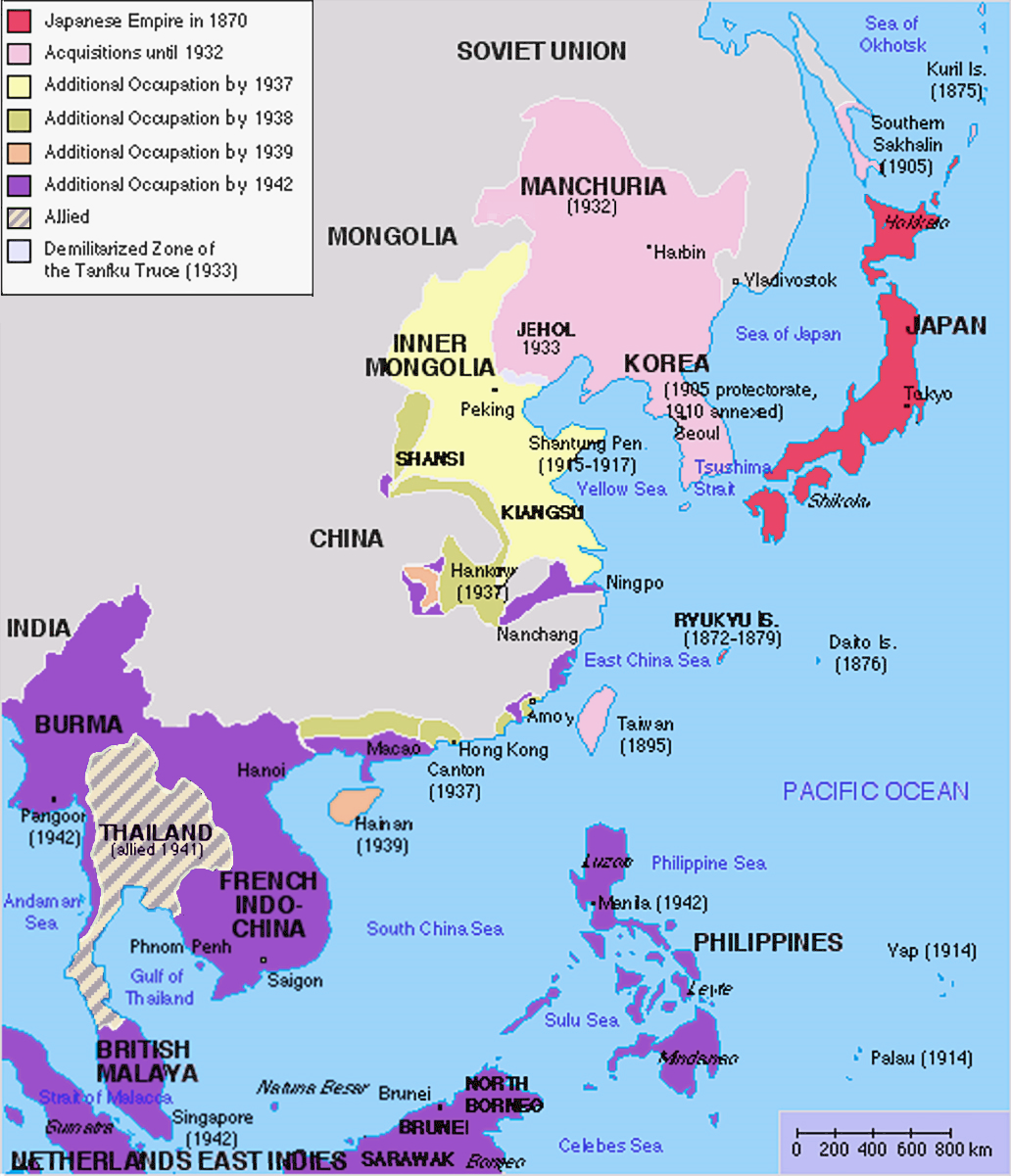
Expansion japonaise.

La sphère de coprospérité de la Grande Asie orientale (大東亞共榮圈, Dai-tō-a Kyōeiken) est un concept politique développé pendant l'ère Shōwa pour créer, au seul bénéfice de l'empire du Japon, un bloc auto-suffisant des pays asiatiques occupés et dirigés par l'empire, afin de ne pas dépendre des puissances occidentales.
L'idée de la sphère de coprospérité a tout d'abord été proposée par le général Hachirō Arita, ministre des Affaires étrangères de 1936 à 1940. La sphère devait regrouper tous les pays occupés par l'Armée impériale japonaise et la Marine impériale japonaise lors de l'expansion de l'Empire.
Acceptée par l'empereur Shōwa et le Premier ministre Fumimaro Konoe, cette idée fut dévoilée par le ministre des Affaires étrangères Yosuke Matsuoka, le 1er août 1940, lors d'une conférence de presse.
Dès lors, la propagande Shōwa s'orienta vers des slogans tels que « l'Asie aux Asiatiques » et chercha à mettre en exergue l'influence néfaste du colonialisme occidental en présentant les occupants japonais comme des libérateurs.
Toutefois, le but premier de la Sphère demeurait l'expansion coloniale de l'empire du Japon. Le seul État pleinement souverain allié à l'empire du Japon était le royaume de Thaïlande, la politique nationaliste du gouvernement de Plaek Pibulsonggram s'accordant avec celle du Japon ; les autres gouvernements asiatiques inclus dans la Sphère étaient soit des régimes de collaboration formés dans les territoires occupés par le Japon, soit des gouvernements censément indépendantistes, mais étroitement contrôlés par l'armée japonaise. Un document gouvernemental intitulé Une enquête sur une Politique Globale avec le peuple Yamato en son centre (大和民族を中核とする世界政策の検討, Yamato Minzoku o Chūkaku to suru Sekai Seisaku no Kentō), rédigé en 1943, affirmait explicitement que les Japonais étaient supérieurs aux autres peuples orientaux et que la Sphère était l'outil de propagande idéal pour masquer les visées expansionnistes de l'Empire.

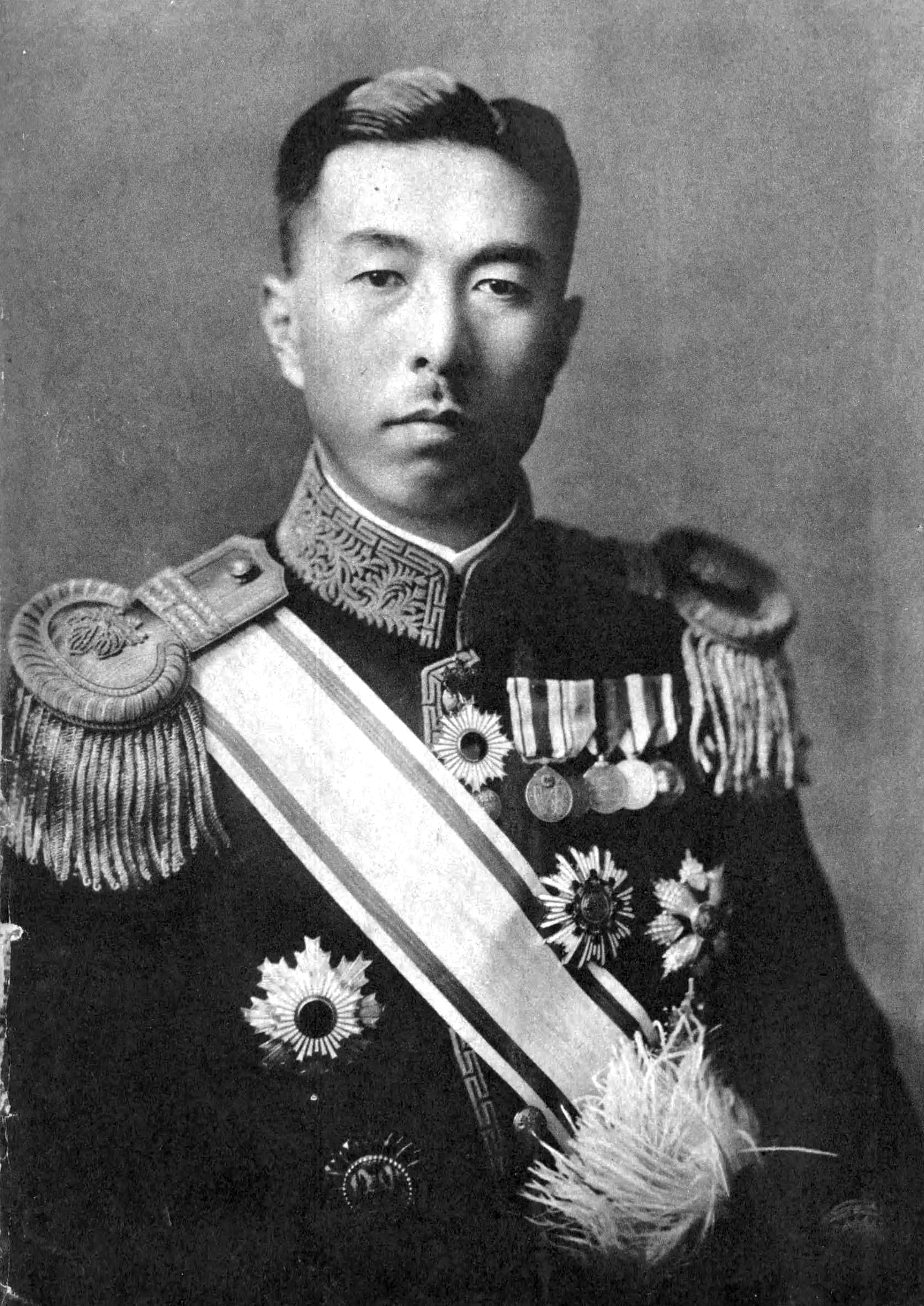
Le Premier ministre Fumimaro Konoe.

## La Kōa-in
L'un des principaux moteurs de cette entité politique devait initialement être la Kōa-in (興亜院), l'Agence de développement de l'Asie orientale.
Créé le 18 novembre 1938, sous le premier gouvernement de Fumimaro Konoe, cet organisme s'illustra toutefois principalement, selon l'historienne Zhifen Ju, par le système de travaux forcés qu'il supervisa dans les territoires conquis de Chine et surtout au Mandchoukouo. Selon Ju, le nombre de civils contraints à l'esclavage dans les mines et les industries nippones de ces territoires s'établissait à environ 5 millions d'individus jusqu'en 1942 et dépassa 10 millions après cette date.

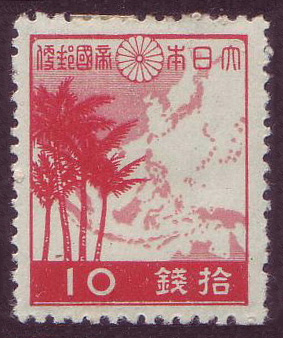
Timbre avec la carte de la sphère de coprospérité.

Selon un document retrouvé en 2007 par le journaliste Reiji Yoshida, la Kōa-in fournissait des fonds aux trafiquants de drogue en Chine en vue de l'utilisation d'une partie des bénéfices de la vente de l'opium, de l'héroïne et de la morphine au profit des gouvernements d'occupation du Mandchoukouo, de Chine et de Mengjiang.

## Impact économique et politique

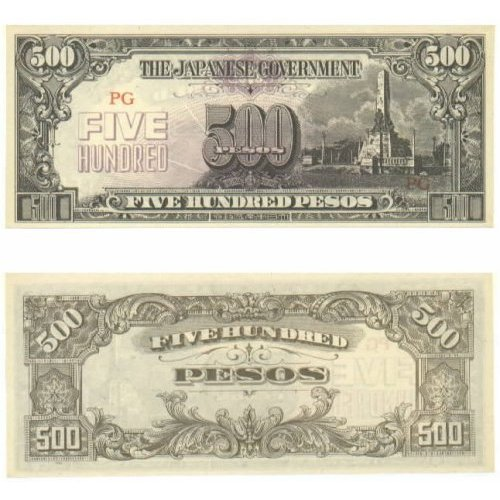
Monnaie d'invasion japonaise - 500 pesos philippins.

Pour les auteurs Peggy et Sterling Seagrave, le résultat concret de la Sphère fut le pillage systématique des pays conquis, dans le cadre de l'Opération Lys d'or, dirigée par les princes Yasuhito Chichibu et Tsuneyoshi Takeda. Une monnaie d'invasion japonaise est mise en circulation dans les régions sous contrôle japonais.
Le Mandchoukouo fit figure de régime collaborateur créé par la force : sa population comptant une majorité de Chinois Han, l'efficacité de la propagande présentant le pays comme la nation des Mandchous fut limitée.
Les différents gouvernements collaborateurs chinois ne bénéficièrent que d'une autonomie très réduite qui ne leur garantissait pas de légitimité, leur fusion en 1940 au sein d'un unique gouvernement collaborateur ne leur apportant qu'un semblant d'unité. Le concours de Wang Jingwei, figure politique connue, ne suffit pas à donner du crédit à l'occupation violente de la Chine.
On peut, toutefois, également penser que l'occupation japonaise a été un accélérateur du mouvement vers l'indépendance de quelques nations d'Asie du Sud-Est. Le héros de l'indépendance de la Birmanie, le général Aung San, s'était rendu en 1941 au Japon pour y recevoir une formation militaire, et créa ensuite en Thaïlande, alors alliée aux Japonais, l'Armée pour l'indépendance de la Birmanie, qui participa aux combats contre les Britanniques
Les Japonais, pour se concilier les nationalistes locaux, favorisèrent la naissance de gouvernements indépendants comme la seconde république des Philippines ou l'État de Birmanie. Le bilan de ces gouvernements en termes de propagande fut néanmoins mitigé : en Birmanie, Aung San, chef des forces armées, finit par se retourner contre le régime, auquel les Japonais n'accordaient qu'une autonomie très limitée, et se rangea aux côtés des Alliés. Aux Philippines, qui connaissaient déjà un processus d'indépendance au moment de l'invasion japonaise, le gouvernement de José P. Laurel fit figure de régime collaborateur. Si l'indépendance que les Philippines obtinrent en 1946 était déjà prévue avant le conflit, la situation politique d'après-guerre favorisa directement l'indépendance de la Birmanie. Aux Indes orientales néerlandaises, les Japonais se concilièrent les nationalistes locaux en leur promettant l'indépendance, mais ne l'accordèrent pas pendant le conflit. La proclamation par Soekarno de l'indépendance de l'Indonésie eut lieu le 17 août 1945, deux jours après l'annonce de la capitulation du Japon.
Le Japon profita également de la montée des mouvements indépendantistes au sein des Indes britanniques pour s'allier à Subhash Chandra Bose, leader nationaliste et non-partisan de l'action non-violente, qui anima le Gouvernement provisoire de l'Inde libre, visant à obtenir par la force l'indépendance de l'Inde. Cette alliance n'eut cependant qu'un impact limité, l'offensive des Japonais en Inde se soldant par un désastre, et servit principalement à illustrer le jusqu'auboutisme de certains indépendantistes indiens.
Une ultime tentative pour susciter des gouvernements locaux eut lieu en 1945, lors de la prise de contrôle de l'Indochine, qui aboutit à de brèves indépendances de l'empire du Viêt Nam, du royaume du Cambodge et du royaume du Laos (dans ce dernier cas, l'indépendance ne fut pas vraiment proclamée de manière formelle, le roi refusant de coopérer). Ces initiatives venaient, cependant, trop tard dans le conflit pour susciter de réels alliés, et eurent comme conséquence principale de disloquer l'administration coloniale de l'Indochine française. La situation aboutit quelques années plus tard à l'indépendance définitive des trois pays.

## La conférence de la Grande Asie orientale (1943)

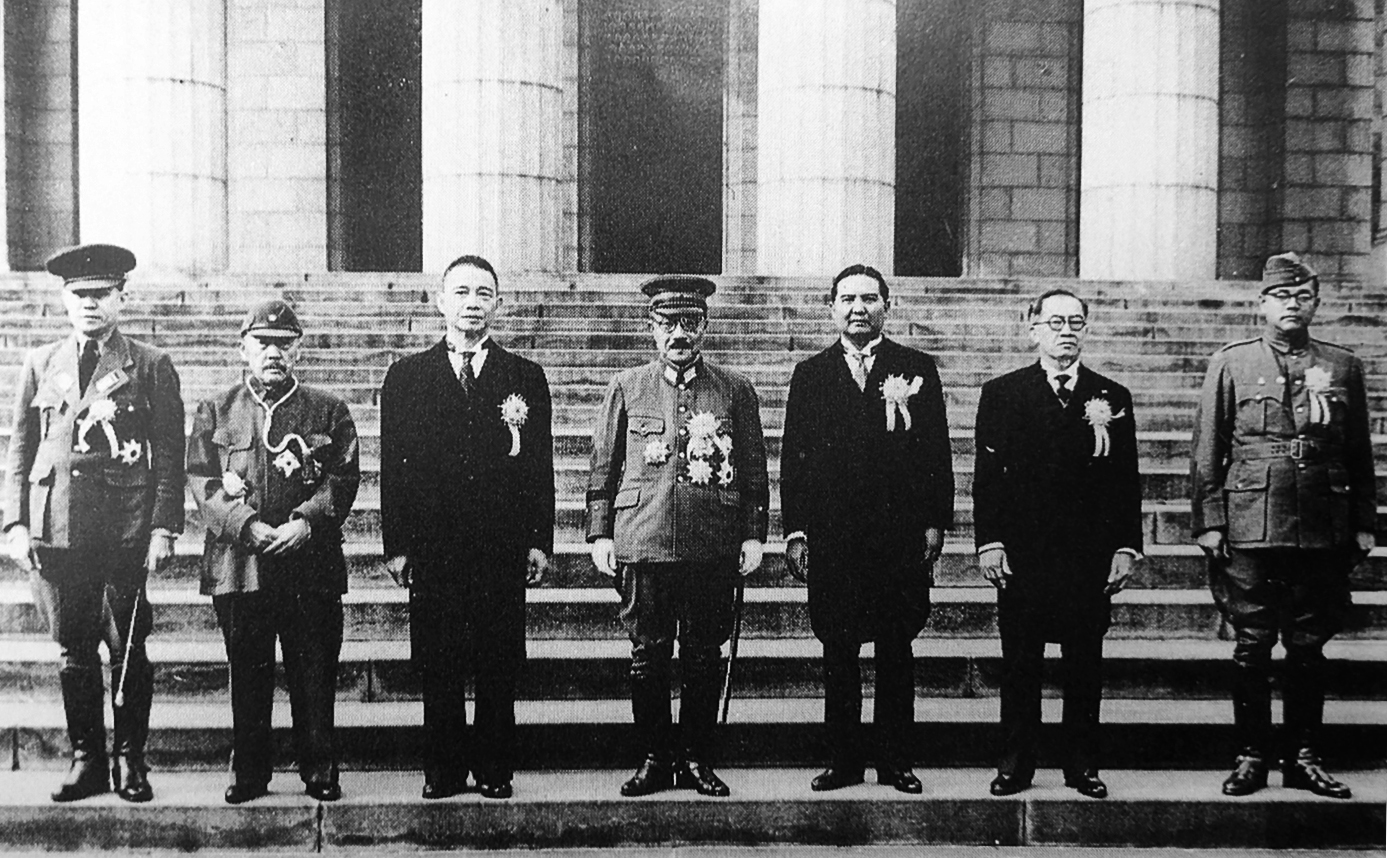
Les participants à la Conférence de la Grande Asie orientale. De gauche à droite : Ba Maw, Zhang Jinghui, Wang Jingwei, Hideki Tōjō, Wan Waithayakon, José P. Laurel et Subhas Chandra Bose

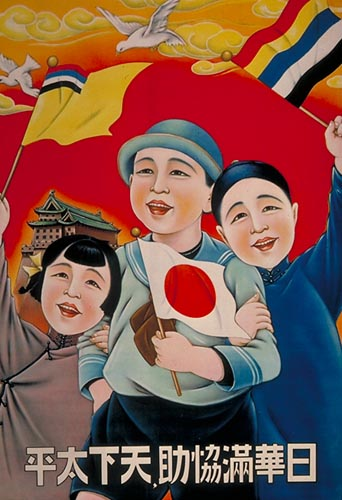
« Avec la coopération du Japon, de la Chine et du Mandchoukouo, le monde peut vivre en paix. » Affiche de propagande du Mandchoukouo. Le drapeau du gouvernement collaborateur chinois, à droite, est le drapeau à cinq couleurs, premier symbole national de la république de Chine.

La conférence de la Grande Asie orientale (大東亜会議, Dai Toa Kaigi) fut tenue à Tokyo du 5 au 6 novembre 1943. L'empire du Japon y accueillit les chefs d'État ou de gouvernement et des représentants des membres de la sphère de coprospérité de la Grande Asie orientale.
Cette conférence traita de peu de sujets de fond et fut avant tout un instrument de propagande pour mettre en avant l'implication de l'empire dans le pan-asiatisme et son rôle de « libérateur » de l'Extrême-Orient du colonialisme occidental. Elle présentait le Mandchoukouo et le régime chinois de Wang Jingwei comme des partenaires traités sur un pied d'égalité, et mettait en valeur les régimes venant de voir le jour en Birmanie et aux Philippines occupées, de même que le mouvement indépendantiste indien de Subhas Chandra Bose, qui avait constitué fin 1943, avec le soutien des Japonais, un gouvernement en exil à Singapour.
Les représentants officiels furent :
- Hideki Tojo, Premier ministre de l'empire du Japon ;
- Zhang Jinghui, Premier ministre du Mandchoukouo ;
- Wang Jingwei, président du gouvernement national réorganisé de la république de Chine ;
- Ba Maw, chef suprême de l'État de Birmanie ;
- Subhas Chandra Bose, chef du gouvernement provisoire de l'Inde libre ;
- José P. Laurel, président de la république des nouvelles Philippines ;
- Le prince Wan Waithayakon, envoyé du royaume de Thaïlande.

À l'issue de la Conférence, les participants émirent une déclaration commune promouvant la coopération économique et politique contre les Alliés.
Outil de propagande, la conférence signalait, toutefois, une évolution notable dans la politique du Japon, quant à ses relations avec les autres nations orientales. La défaite des forces japonaises lors de la bataille de Guadalcanal et une prise de conscience de plus en plus accrue des limites de la puissance militaire de l'empire du Japon avait amené certains dirigeants civils à réaliser qu'un plan fondé sur la coopération, plutôt que sur la domination coloniale conduirait à une plus grande mobilisation des populations et des ressources contre les forces alliées. Cette prise de conscience se heurta toutefois aux vues du quartier général impérial. Cet infléchissement de la politique japonaise arriva de surcroît trop tard pour infléchir le cours de la guerre.

## Gouvernements membres de la Sphère
- Chine : Gouvernements collaborateurs chinois
- Royaume de Thaïlande : officiellement allié à partir du 21 décembre 1941
- Mandchoukouo : 27 septembre 1940
- Gouvernement national réorganisé de la république de Chine : 27 septembre 1940 - 10 août 1945
  -  Mengjiang : 27 septembre 1940 (province semi-autonome du gouvernement collaborateur chinois à partir de 1940)
- État de Birmanie : 8 mai 1943
- République des Philippines (gouvernement collaborateur) : 10 octobre 1943
- Empire du Viêt Nam : 9 mars 1945 au 15 août 1945
- Cambodge : 9 mars 1945 au 15 août 1945
- Gouvernement provisoire de l'Inde libre : de 1943 à 1945[7].

### Controversé
- Laos : 1945[8]